# Capucin à poitrine noire
Lonchura teerinki
Espèce
Statut de conservation UICN

 LC  : Préoccupation mineure
Le Capucin à poitrine noire (Lonchura teerinki) est une espèce de passereau appartenant à la famille des Estrildidae.

## Répartition
Il est endémique de la chaîne Centrale en Nouvelle-Guinée occidentale.

## Habitat
Il habite les zones de broussailles sèches en plaine et les prairies en montagne.